# Zwyczaj międzynarodowy
Zwyczaj międzynarodowy – jedno ze źródeł prawa wciąż żywe i często stosowane w prawie międzynarodowym. W przeciwieństwie do prawa krajowego, w którym zwyczaj ma już znaczenie marginalne, w prawie międzynarodowym istnieje wiele zagadnień wciąż regulowanych w większości prawem zwyczajowym (np. zagadnienie immunitetu państwa, zasady odpowiedzialności międzynarodowej). Natomiast w większości dziedzin prawa międzynarodowego normy zwyczajowe istnieją obok norm umów międzynarodowych, np. w prawie dyplomatycznym i konsularnym, prawie traktatów, prawie kosmicznym, prawie morza itd. W czasach nam współczesnych wciąż powstają nowe normy zwyczajowe, np. prawo do szelfu kontynentalnego, zasada wolności przestrzeni kosmicznej. Do bardzo żywo dyskutowanych zagadnień należy obecnie kwestia, czy praktyka tzw. interwencji humanitarnej (np. NATO na Bałkanach) ukształtowała już normę zwyczajową, czy też nie. Przykładem norm zwyczaju międzynarodowego są także normy ius cogens, czyli normy bezwzględnie obowiązujące całą społeczność międzynarodową.

## Definicja zwyczaju międzynarodowego
Zwyczaj międzynarodowy definiowany jest jako zgodna praktyka państw tworząca prawo. Innymi słowy, zwyczaj to powszechna praktyka przyjęta za prawo (zob. art. 38 Statutu Międzynarodowego Trybunału Sprawiedliwości). Na prawo zwyczajowe składają się więc normy rzeczywiście i stale stosowane w przekonaniu, że są one prawem i że obowiązują.

## Zwyczaj a obyczaj międzynarodowy
Zwyczaj międzynarodowy trzeba wyraźnie odróżniać od obyczaju międzynarodowego, czyli zbioru norm o charakterze niewiążącym, a często spotykanych w stosunkach międzynarodowych (np. obyczaj dyplomatyczny, grzeczność międzynarodowa, zwany też z commitas gentium, czy też savoir-vivre’em).

## Elementy zwyczaju międzynarodowego
Najczęściej podaje się cztery elementy zwyczaju międzynarodowego pogrupowane w dwóch kategoriach: elementy konieczne: (praktyka i opinio iuris) oraz elementy uzupełniające (element geograficzny i element czasowy).

### Elementy konieczne

#### Praktyka
Praktyka (łac. usus), to postępowanie państw (i innych podmiotów prawa międzynarodowego) zgodne, jednolite i nieprzerwane. Postępowaniem tworzącym zwyczaj będzie podobne postępowanie w podobnych sytuacjach. Mówiąc o postępowaniu państw, w istocie rzeczy myślimy o działalności jego organów, jako że państwo może działać jedynie poprzez swoje organy.

#### Opinio iuris
Opinio iuris sive necessitatis, to przekonanie, że określona praktyka jest obowiązującym prawem. Innymi słowy, jesteśmy w stanie wykazać, iż organy państw postępują w określony sposób ponieważ są przekonane (posiadają opinio), iż takie postępowanie jest wymagane przez prawo (a więc posiadają opinio iuris).
Opinio iuris często wydaje się trudnym i nieuchwytnym elementem zwyczaju międzynarodowego. Jednak jego istnienie można próbować wykazać na wiele sposobów – może ono wynikać z milczącego uznania, postępowania innych państw; może przejawiać się w oficjalnych oświadczeniach państw i uchwałach organizacji międzynarodowych; może także wynikać z umów międzynarodowych, jeżeli strony umowy zamierzały w nich potwierdzić istnienie normy zwyczajowej.

### Elementy uzupełniające

#### Element geograficzny
Zwyczaj międzynarodowy zasadniczo jest powszechny, czyli obowiązuje wszystkie państwa świata. Pewne normy prawa zwyczajowego mogą jednak wykształcić się w poszczególnych kręgach państw. Przykładowo w Ameryce Południowej istnieje norma zwyczajowa azylu dyplomatycznego, przewidująca możliwość udzielania schronienia w misji dyplomatycznej na obcym terytorium, podczas gdy takiej instytucji nie akceptują państwa na innych kontynentach (akceptują natomiast tzw. azyl terytorialny vel polityczny, czyli udzielanie schronienia, ale dopiero na własnym terytorium).

#### Element czasowy
Praktyka międzynarodowa musi być nieprzerwana i długotrwała, aby mogła przekształcić się w wiążący zwyczaj międzynarodowy. Nie można jednak wskazać żadnej określonej długotrwałości takiej praktyki. Innymi słowy, praktyka musi trwać tak długo, aby zdążyło się wykształcić opinio iuris. Niektóre normy zwyczajowe kształtowały się kilka wieków (np. ochrona dzieł sztuki i wyłączenie ich spod prawa łupu), niektóre kilka lat (np. prawo do szelfu kontynentalnego), a niektóre tylko kilka dni, a może wręcz kilkanaście godzin (np. wolność przestrzeni kosmicznej).

## Powstawanie zwyczaju
Zwyczaj międzynarodowy jest zjawiskiem zmiennym i niekiedy trudno uchwytnym. Jest bowiem procesem nieprzerwanym – nie przerywa go nawet samo powstanie normy zwyczajowej, ponieważ taka norma może ewoluować i zmieniać swoją treść.
Często obrazowo porównuje się powstawanie zwyczaju międzynarodowego do pojawienia się ścieżki na trawie, gdzie nie sposób stwierdzić, od którego momentu ona istnieje. Jeżeli po trawie przejdziemy jeden raz – ścieżka nie powstanie; jeżeli przejdziemy tą samą trasą drugi raz – ścieżki nadal nie ma, choć część źdźbeł trawy będzie już bardziej połamana i pognieciona. W którymś momencie będzie jednak widać, gdzie przebiega ścieżka. Podobnie trudno jest wskazać dokładny moment powstania zwyczaju międzynarodowego.

## Zwyczaj międzynarodowy a nowo powstające państwa
Kwestia czy nowo powstałe państwa są związane normami zwyczaju międzynarodowego, który powstał zanim stały się one podmiotami prawa międzynarodowego jest przedmiotem dyskusji w nauce prawa międzynarodowego. W ostatnich latach stała się ona ponownie aktualna w związku z rozpadem niektórych państw federalnych, np. Związku Radzieckiego, czy Jugosławii. Pogląd przeważający przyjmuje iż nowo powstałe państwa stają się związane normami prawa zwyczajowego w momencie ich powstania.

## Wygaśnięcie normy zwyczajowej
Norma zwyczaju międzynarodowego może przestać obowiązywać bądź w przypadku powstania nowej normy zwyczajowej lub normy umownej bądź przez desuetudo, czyli odwyknięcie od wykonywania – niewykonywanie normy przez dłuższy czas.

## Moc prawna
W Polsce, zwyczaj międzynarodowy nie stanowi źródła prawa, zdolnego do wpływania na wyniku procesów sądowych, ani wiążącej umowy z państwami obcymi. Konstytucja ogranicza źródła prawa międzynarodowego, wyłącznie do pisemnych umów międzynarodowej (Art. 88), przegłosowanych przez Sejm i Senat, oraz podpisanych przez Prezydenta, opublikowanych w przewidzianym ustawą czasopiśmie.